# Шикачик довгохвостий
Шика́чик довгохвостий (Coracina longicauda) — вид горобцеподібних птахів родини личинкоїдових (Campephagidae). Ендемік Нової Гвінеї.

## Поширення і екологія
Довгохвості шикачики живуть у вологих гірських тропічних лісах Центрального хребта. Зустрічаються на висоті від 1300 до 3700 м над рівнем моря.